# Eulophomyia ecpaglus
Eulophomyia ecpaglus är en stekelart som beskrevs av De Santis 1957. Eulophomyia ecpaglus ingår i släktet Eulophomyia och familjen finglanssteklar. Inga underarter finns listade i Catalogue of Life.